# Planodema nigrosparsa
Planodema nigrosparsa är en skalbaggsart som först beskrevs av Aurivillius 1914.  Planodema nigrosparsa ingår i släktet Planodema och familjen långhorningar.
Artens utbredningsområde är Malawi. Inga underarter finns listade i Catalogue of Life.